# Regu
Regu (hebräisch רְעוּ Re'u, altgriechisch Ραγαύ) ist ein im Alten Testament namentlich erwähnter Mann.

## Erwähnung im Tanach
Regu, der Sohn Pelegs, war laut Gen 11,20–21  32 Jahre alt, als er Serug zeugte, den Urgroßvater Abrahams. Demnach war Regu Ur-Urgroßvater des Patriarchen. Danach habe er noch 207 Jahre lang gelebt, Söhne und Töchter gezeugt und sei im Alter von 239 Jahren gestorben.

## Erwähnung in den Jubiläen
Im Jubiläenbuch wird der Name seiner Mutter mit Lomna, Tochter des Sinear, angegeben (10,18). Seine Frau wird Ora genannt (11,1). Er soll zur Zeit des Turmbaus zu Babel gelebt haben.